# 31 décembre 1919
Le mercredi 31 décembre 1919 est le 365e jour de l'année 1919.

## Naissances
- Folke Alnevik, athlète suédois
- Fritz Schwab (mort le 24 novembre 2006), athlète suisse
- Jean L'Anselme (mort le 30 décembre 2011), poète français

## Décès
- Elin Danielson-Gambogi (née le 3 septembre 1861), peintre finlandaise
- Jean Dupuy (né le 1er octobre 1844), homme politique et patron de presse français
- Marie van Zandt (née le 8 octobre 1858), cantatrice américaine
- Paul Oceanu (né le 27 juin 1854), vétérinaire roumain